# Ortalide à tête rousse
Ortalis erythroptera
Espèce
Statut de conservation UICN

 VU C2a(i) : Vulnérable
L’Ortalide à tête rousse (Ortalis erythroptera) est une espèce d'oiseau de la famille des Cracidae.

## Distribution
Son aire s'étend du sud-ouest de la Colombie au nord-ouest du Pérou.